# 岡山縣立倉敷商業高等學校
岡山縣立倉敷商業高等學校是位於日本岡山縣倉敷市的公立高等學校。

## 歷史
倉敷商最初為1912年成立的實業學校「倉敷町立倉敷商業學校」，1919年更名為「倉敷商業學校」，1928年移交給岡山縣管理後成為「岡山縣倉敷商業學校」，1944年因二次世界大戰日本政府的管制而廢校，直到戰爭結束後的1946年才恢復。
1948年配合日本的學制改革成為「岡山縣立倉敷商業高等學校」，雖然稍後由於岡山縣重編縣內高校時被更名為「岡山縣立倉敷至誠高等學校」，不過在1953年還是改回「岡山縣立倉敷商業高等學校」的名稱。